# Daniel Zopoula
Daniel Zopoula (sinh ngày 11 tháng 12 năm 1971) là một doanh nhân, mục sư, nhà nhân đạo, tuyên úy công ty, tác giả, cố vấn ủy thác và nhà giáo dục người Canada.

## Đầu đời và giáo dục
Zopoula sinh ra ở Boura với một người mẹ Sissala, và lớn lên ở Burkina Faso, Tây Phi. Ông là người Bwaba, một nhóm phụ Mande gốc Mali. Zopoula là con thứ 33 trong số 35 người con.
Zopoula đăng ký vào một trường nội trú ở Diebougou để được giáo dục sớm. Ông chuyển đến Canada và lấy bằng Thạc sĩ Thần học tại Đại học Ambrose.

## Sự nghiệp
Zopoula bắt đầu sự nghiệp của mình với tư cách là một người chăn cừu, nông dân, người hái bông và thuyết giáo ở Burkina Faso. Vào năm 1995, ông đã tạo điều kiện cho việc thành lập Mạng lưới các Cơ quan Phát triển Quốc tế Bridges of Hope, một tổ chức nhân đạo phi lợi nhuận đa quốc gia ở Saskatchewan. Ông là Giám đốc điều hành của Bridges of Hope. Tổ chức hỗ trợ giải quyết các trở ngại kinh tế của các gia đình bị ảnh hưởng bởi nghèo đói.
Năm 2000, Zopoula là Mục sư tại Nhà thờ Cộng đồng River of Life ở Lethbridge, Alberta, sau đó tại Nhà thờ First Congregational. Ông đã thành lập Nhà thờ Thành phố Miz ở Lethbridge, Alberta, vào ngày 28 tháng 1 năm 2008.  Zopoula là Người sáng lập và Tư vấn cấp cao tại Life Direction Training and Consulting Incorporated. Ông ủng hộ sức khỏe tinh thần của thanh niên. Zopoula là chủ sở hữu của Hope Enterprises International9 và là người đứng đầu Travel with Daniel.
Ông phục vụ tại Tòa Giám mục Quốc tế với tư cách là Tổng Giám mục ở Tỉnh Canada.
Zopoula là Hiệu trưởng kiêm Hiệu trưởng Học thuật với Biểu trưng của Đại học Chretiene. Ông là Giám đốc Khu vực của Đại học Logos.
Zopoula điều hành các podcast như Daniel Zopoula Podcast và Daniel Zopoula Ministries.
Ông đã đồng khởi xướng một cuộc gây quỹ, Ngôi nhà Hy vọng, một mái ấm tạm trú cho các bé gái ở Tanzania.

## Sách
Zopoula đã viết cuốn The All For Nothing Marriage: Why Your Marriage Will Kill You Before Death Do You Part. Nó được xuất bản vào năm 2008 bởi FrisenPress  và được phân phối bởi The Ingram Book Company

## Đời tư
Zopoula định cư ở Lethbridge, Alberta, với vợ là Sara Zopoula vào năm 2000.

## Giải thưởng
Zopoula là người nhận được giải thưởng Huân chương của Burkina Faso.